# Elly Weller
Elisabeth Cornelie Wilhelmine (Elly) Weller (Rotterdam, 19 september 1913 – Wassenaar, 21 september 2008) was een Nederlands actrice.
Met het Tierelantijntoneel speelde Weller in 1943 de rol van Tom Poes in een toneelstuk over deze stripfiguur. Verder was zij te zien in verschillende documentaires, televisieprogramma's en -series en films, en te horen in enkele hoorspelen.
Ze overleed twee dagen na haar 95e verjaardag in haar woonplaats Wassenaar.

## Filmografie

### Musical
- 1969 - De kleine parade - Gravin Knal van Hoevelaecke

### Film en televisie
- 1975 - Heb medelij, Jet! - Moeder van Aafke
- 1985 - Kun je me zeggen waar ik woon?
- 1986 - De aanslag - Mevrouw Beumer
- 1988 - Medisch Centrum West - Mevrouw Harmsen
- 1991 - Tante Sjaan gaat 'r tegenaan - Tante Sjaan
- 1992 - Goede tijden, slechte tijden - Mies van Catenbrughe
- 1992 - Bureau Kruislaan - Marie Alsem (seizoen 1, afl. 1.)
- 1996 - 12 steden, 13 ongelukken: The Young Ones: Bennebroek - Anna de Hoog
- 1996 - 1998 - Oppassen!!! - Elsie Terlaar
- 1997 - Unit 13 seizoen 2 - De kroongetuige - Moeder van Lotti Werner
- 1998 - Kees & Co - Mevrouw Van Deutekom (gastrol)
- 2000 - Blauw Blauw - Mevrouw Vlaar

### Hoorspelen
- 1973 - Elke donderdagmiddag

### Theater
- 1943 - De avonturen van Tom Poes en Ollie B. Bommel - Tom Poes
- 1944 - Sprookjes